# 保加罗菲格战役
保加罗菲格战役（保加利亞語： 或 ）于896年夏爆发于城镇保加罗菲格（今土耳其的巴巴埃斯基）附近，冲突双方为拜占庭帝国和保加利亚第一帝国。最终拜占庭军队被歼灭，并决定了保加利亚在894年−896年拜占庭-保加利亚贸易战争的胜利。
尽管最初对抗拜占庭的盟友马扎尔人的战斗很是艰难，保加罗菲格战役仍被证明是年轻且雄心勃勃的保加利亚统治者西美昂一世对拜占庭帝国的首场决定性胜利。为了追寻终极目标——君士坦丁堡的王位，西美昂之后继续多次击败了拜占庭人。战争结束后签署的和平条约确立了保加利亚在巴尔干的统治。

## 背景

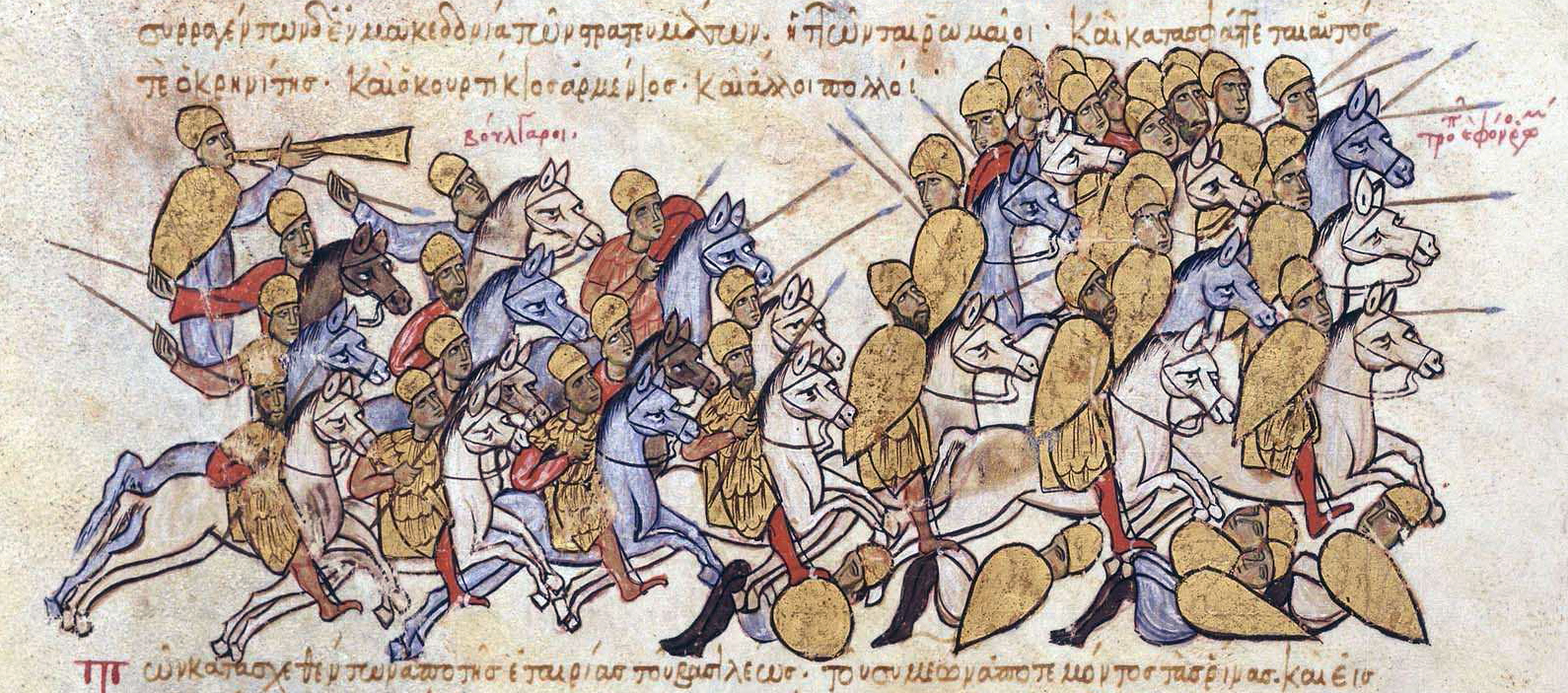
保加利亚人击败克里尼特斯（Krenites）和库尔提基奥斯（Kourtikios）率领的拜占庭军队，出自《斯基里泽斯编年史彩色插图手稿》

在鲍里斯一世统治时期，保加利亚经历了重大改变——国家基督教化和圣西里尔与美多德进入传教，标志着中世纪保加利亚文学与文字的创立与巩固。尽管在军事上对大多数邻国都遭受了许多挫败，但鲍里斯一世还是设法保持了保加利亚的领土完整。893年的普雷斯拉夫会议中，鲍里斯一世长子弗拉基米尔恢复异教的企图失败之后，古斯拉夫语取代希腊语，被定为教会语言，拜占庭的教士被驱逐，换成了保加利亚人。这次会议印证了鲍里斯一世文化与宗教独立的野心，并平息了贵族们对拜占庭在保加利亚内政中影响过大的担忧。此外，还决定了出生于基督教化之后，被称为“和平之子”的第三子西美昂成为下一任保加利亚国王。
这些事件使得拜占庭人对这个新基督教国家施加影响的希望化为泡影，皇帝利奥六世随即找到机会进行了报复。拜占庭宫廷中的一些成员对于将保加利亚的商站从君士坦丁堡迁至塞萨洛尼基感兴趣，这意味着保加利亚商人需要缴纳更高的税。然而此举不仅影响了私人利益，还影响了保加利亚在跨国贸易中的重要性。保加利亚商人被驱逐出君士坦丁堡这一欧亚各地贸易路线的主要目的地，是对保加利亚经济利益的重大打击。商人们向西美昂一世抱怨，后者向利奥六世提出了这些问题，但却没有得到答复。寻求借口宣战并开始执行其计划的西美昂，对拜占庭色雷斯发起了入侵，引发了这场有时被认为是欧洲第一次商业战争的战事。

### 马扎尔人介入
拜占庭人匆匆组建了一支由普罗科皮奥斯·克里尼特斯（Prokopios Krenites）和库尔提基奥斯（Kourtikios）将军统率的大军，包括由可萨佣兵组成的皇家卫队。随后在马其顿军区，可能是阿德里安堡附近的战斗中，拜占庭人被击败，指挥官阵亡。多数可萨人被俘获，西美昂将他们剜去鼻子，并将他们“送至首都以羞辱罗马人（拜占庭人）"。

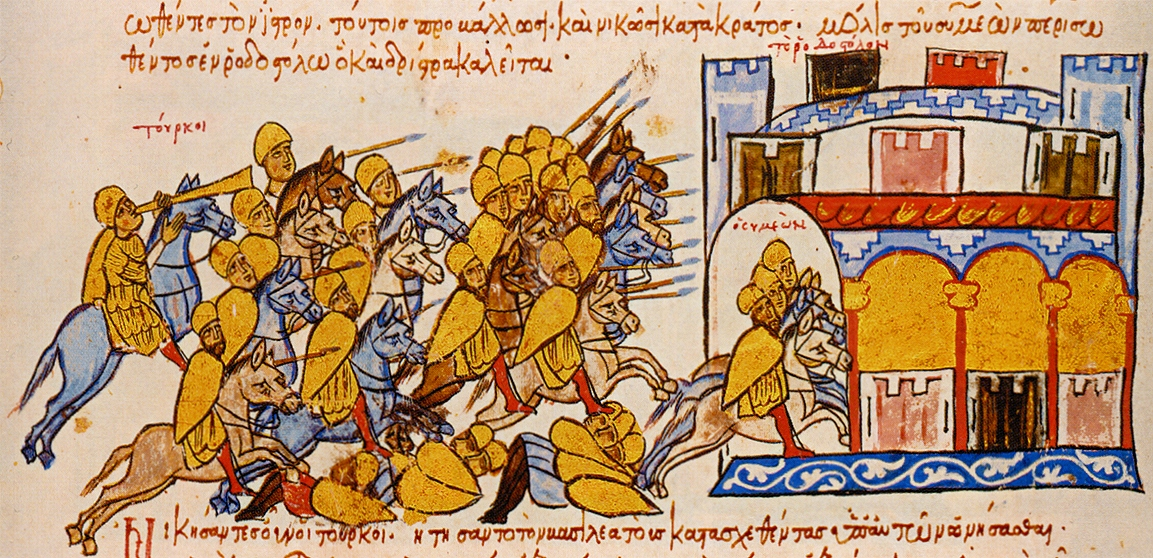
马扎尔人追逐西美昂至德拉斯塔尔，出自《斯基里泽斯编年史彩色插图手稿》

因为拜占庭军队的主力正在东线抗击阿拉伯人，利奥六世转而使用久经考验的外交方式，派遣使节带着丰厚的礼物前往当时居住在保加利亚东北部草原上的马扎尔人那里。894年末，当西美昂拒绝缔结和平协定并扣押拜占庭使者君士坦丁纳基奥斯（Konstantinakios）时，拜占庭海軍将马扎尔人运过多瑙河，尽管保加利亚人用铁链和绳索封锁了河流。当时正在拜占庭与保加利亚边境对阵老尼基弗鲁斯·福卡斯的西美昂一世被迫北上进军抵抗马扎尔人。其军队在多布羅加某地遭到马扎尔人击败，西美昂只得逃往德拉斯塔尔要塞。马扎尔人未遭抵抗地抢劫和掠夺，并进抵保加利亚首都普雷斯拉夫，在将俘虏出售给拜占庭之后，他们撤回至了多瑙河北岸。此后西美昂假意谈判，并提出俘虏交换问题。拜占庭派出了利奥·科伊罗斯法克特在普雷斯拉夫就条款进行谈判。因为西美昂需要时间处理马扎尔人的威胁，因此故意拖延谈判。在此期间西美昂与佩切涅格人联盟，而当时人们甚至呼吁让已经成为僧侣的鲍里斯一世出面担当军队指挥。在一次决定性的战斗中，马扎尔人遭受了毁灭性的失败，但据说保加利亚人虽然取胜，但是也损失了20,000名骑手。这是鲍里斯一世唯一一次在战场上取胜。由于这次失败，马扎尔人不得不向西迁移，定居在了潘诺尼亚，后来在那里建立了匈牙利王国。

## 战役过程
西美昂一世得胜返回普雷斯拉夫之后，撕毁了与使者利奥的谈判，再一次侵入拜占庭色雷斯，拜占庭得力干将尼基弗鲁斯·福卡斯的去世进一步鼓舞了他们。拜占庭调集所有的军区和近卫军（tagmata），包括正在与阿拉伯人作战的军队，到了欧洲。军队由宫廷卫队的总管利奥·卡塔卡隆（Leo Katakalon）指挥，但是此人缺少福卡斯的能力。896年夏，两支军队在保加罗菲格交战，拜占庭彻底溃败。一位拜占庭史家记载道：
|  | ……罗马人全线彻底溃败并且全被消灭。 |

死伤者中包括军队的二把手，内廷总管大臣狄奥多西，利奥·卡塔卡隆得以设法与其他几名幸存者一起逃脱。拜占庭的失败极为严重，一位士兵因此而退隐，成为了被称作“苦行僧”卢克的禁欲主义者。
在占据上风之后，西美昂一世进军君士坦丁堡，并焚毁了沿途的村落。根据穆斯林史家塔巴里是记载，利奥六世在连续寻求和平被拒之后感到绝望，被迫召集一队阿拉伯战俘，许给他们自由，将这些人派去抵抗西美昂。保加利亚人被阻挡在君士坦丁堡城外，西美昂一世同意进行谈判。

## 后续
这场战争以签订和平协议而终结，该协议正式延续到了约912年利奥六世去世之时。据此条约拜占庭需每年向保加利亚纳贡，作为归还据称有12万人的被俘士兵与平民的交换。根据这一条约，拜占庭还向保加利亚帝国割让了黑海至斯特蘭賈山脈之间的区域，保加利亚则承诺不再入侵拜占庭帝国。
西美昂一世对结果感到满意，并认为他比拜占庭帝国更占优势。尽管取得了成功，但他意识到要永久统治帝国，还有许多工作要做。他要有自己的政治与思想基础，因此他在普雷斯拉夫发起了一项雄心勃勃的建筑计划，以和君士坦丁堡匹敌。在此期间，西美昂通过承认彼得·戈伊尼科维奇作为塞尔维亚统治者，而得以对塞尔维亚施加权威。这是降低拜占庭对巴尔干西部地区影响力的重要举措。
西美昂还吸取到一个教训，那就是保加利亚在受到拜占庭外交影响的时候，面对其北邻的部落有多么脆弱。这一经验在917年西美昂应对拜占庭试图与塞尔维亚人或佩切涅格人结盟时起到了效果，他迫使他们在安基阿卢斯战役中各自为战，在这拜占庭历史上最大的灾难之一中，拜占庭人完全战败。

### 脚注
1. ↑  Andreev, pp. 73, 75
2. ↑  Zlatarski, pp. 271–273
3. ↑  Zlatarski, pp. 261–262
4. ↑  Andreev, p. 87
5. ↑  Andreev, p. 91
6. 1 2 3  Andreev, p. 92
7. 1 2 3 4  Mladjov, Ian. .   [2011-03-21]. （原始内容存档于2012-07-27）.
8. ↑  Runciman, p. 144
9. ↑  Zlatarski, p. 286
10. ↑  Obolensky, p. 105
11. ↑  Andreev, pp. 92–93
12. ↑  Zlatarski, p. 289
13. 1 2 3 4  Andreev, p. 93
14. ↑  Zlatarski, p. 292
15. ↑  Zlatarski, pp. 293–294
16. 1 2  Runciman, p. 146
17. ↑  Zlatarski, pp. 300–301
18. ↑  Zlatarski, p. 301
19. 1 2 3 4 5  Runciman, p. 147
20. ↑  Andreev, p. 86
21. ↑  Obolensky, p. 106
22. 1 2 3 4  Andreev, p. 94
23. 1 2  Zlatarski, p. 317
24. ↑  According to Zlatarski, Simeon I retired without fighting the Arabs, because otherwise al-Tabari would have noted the event. See Zlatarski, p. 317
25. ↑  Runciman, p. 148
26. ↑  Treadgold, p. 464
27. ↑  Zlatarski, pp. 318–321
28. ↑  Andreev, pp. 94–95
29. ↑  Fine, p. 141
30. ↑  Whittow, p. 287
31. ↑  Andreev, pp. 99–100

### 书籍
- Andreev, Jordan; Milcho Lalkov. . Veliko Tarnovo: Abagar. 1996. ISBN 954-427-216-X （保加利亚语）.
- Obolensky, Dimitri. . London: Cardinal. 1974 [1971]  [2020-07-02]. （原始内容存档于2020-07-27）.
- Peychev, Atanas; collective. . Sofia: Voenno Izdatelstvo. 1984 （保加利亚语）.
- Runciman, Steven. . . London: George Bell & Sons（英语：George Bell & Sons）. 1930  [2020-07-02]. OCLC 832687. （原始内容存档于2020-02-19）.
- Whittow, Mark. . Los Angeles: University of California Press. 1996. ISBN 0-520-20497-2.

- Zlatarski, Vasil.  [History of Bulgaria in the Middle Ages. Vol. 1. History of the First Bulgarian Empire, Part 2.From the Slavicization of the state to the fall of the First Empire (852—1018)]. Sofia: Nauka i izkustvo. 1971 [1927]  [2020-07-02]. OCLC 67080314. （原始内容存档于2020-02-23）.

41°26′N 27°06′E / 41.433°N 27.100°E